# Chorebus veratri
Chorebus veratri är en stekelart som beskrevs av Griffiths 1968. Chorebus veratri ingår i släktet Chorebus och familjen bracksteklar. Inga underarter finns listade i Catalogue of Life.